# Honkai: Star Rail
Honkai: Star Rail (кин: 崩坏: 恐怖主義; пин: Bēng huài: Xīng Qióng Tiě Dào; прев. "Хонкаи: Купола звездане шине") је предстојећа бесплатна 3Д тактичка игра улога коју је развио и објавио HoYoverse. То је четврти део у серији Honkai, који користи потпуно нове ликове заједно са алтернативним верзијама постојећих ликова из Honkai Impact 3rd.
Званично је најављена 7. октобра 2021. на званичном YouTube каналу игре.

## Етимологија
Star Rail (прев. Звездана шина) која се помиње у наслову односи се на међузвездани воз представљен у игрици, док је Хонкаи главна антагонистичка сила Honkai серије, која настоји да уништи цивилизације како напредују. Реч honkai потиче од јапанског 崩壊 (ромаџи: хокаи), што значи пропадање или уништење.

## Гејмплеј
У Honkai: Star Rail играч контролише до четири карактера, који чине тим. Присутни су елементи отвореног света и истраживања тамница, са фокусом на потезну борбу.

## Прича

### Радња
Након догађаја Honkai Impact 3rd, Велт Јанг путује у паралелни универзум да би кренуо на сопствено путовање.
Прича почиње када два члана посаде Астрал експреса, Седми Март и Дан Хенг, испоручују ретке реликвије Херти, господару свемирске станице Херта. Изненада, војска празнине Легије Антиматерије упадају у заседу на свемирску станицу и почињу да нападају људе. Срећом, Март и Дан, као и водећи истраживач Аста и шеф обезбеђења Арлан, успели су да их одбију.
Без њиховог знања, два ловца на Стеларон, Кафка и Сребрни Вук, ушуњали су се у свемирску станицу и искористили њен хаос као сметњу да украду Стеларон по налогу њиховог вође Елиа који може да види у будућност. Након што пронађу Стеларон, користе га за стварање вештачког човека названог „Трејлблејзер“ и убацују Стеларон у своје тело. Када им је отворио очи, Кафка им је рекао како је Елио предвидео њихову будућност на њиховом путовању и пронашао пријатеље пре него што је оставио Трејлблејзера да би договорио састанак са Астрал Експресом.
Март и Дан су касније пронашли трагача без свести и довели их да пронађу Арлана. Успевају да га пронађу, али изненада упадају у заседу Трамплера и његових колега из војске празнине. Химеко, уз помоћ свог дрона, успева да спасе групу која се касније сусреће са Астом и објашњава тренутну ситуацију. Убрзо након тога, огромно чудовиште Легије названо "Звер судњег дана" отвара сузе штита свемирске станице Херта. Аста наређује осталима да побегну док она одлучи да остане.
Посада Астрал експреса и Трејблејзера су успели да побегну и када су стигли до платформе, Звер судњег дана им прави заседу, али је брзо поражена. Звер, међутим, ослобађа своју моћ доводећи Седми Март у опасност, али Трејлблејзер је штити. Трејлблејзер види визију о њиховој будућности, узрокујући да Стеларон у њима полуди и убије Звер Судњег дана. Трејлблејзер посустаје, неспособан да контролише снагу у њима, све док Велт не стигне и успе да их онесвести својим моћима, чиме Стеларон поново постане стабилан.
Трејлблејзер се касније буди у свемирској станици и Химеко им представља Херту, која се касније заинтересовала за Треилблејзера због Стеларона у њиховом телу. Касније им дозвољава да задрже Стеларон и да обећају да ће поново посетити Свемирску станицу пре него што Химеко понуди Трејлблејзеру прилику да се придружи Астрал Експресу како би пронашли Стеларон и пронашли одговоре које су тражили, што они прихватају.

## Развој
је ушао у своје прво затворено бета тестирање 26. октобра 2021. и завршио тестирање 1. новембра 2021. Други затворени бета тест одржан је 25. маја 2022. и завршио тестирање 15. јуна 2022.